# Pomari
Pomari (en rus: Помары) és un poble de la República de Marí El, a Rússia, que en el cens del 2010 tenia 2.014 habitants. Pertany al districte rural de Voljsk.